# Paramanjang Miss Kim 10eok mandeulgi
Paramanjang Miss Kim 10eok mandeulgi (파란만장 미스 김 10억 만들기?), noto anche con il titolo internazionale Ms. Kim's Million Dollar Quest, è un drama coreano del 2004 scritto da Park Yeon-sun e diretto da Jang Ki-hong e Lee Min-cheol.

## Trama
Poco prima del matrimonio, Kim Eun-jae viene lasciata dal fidanzato, Yu Yeong-hun, che le fa recapitare da un fattorino un messaggio con scritto un semplice "Mi dispiace". Park Mu-yeol, il fotografo ingaggiato per la cerimonia, sentendosi triste per la ragazza – incapace di spiegare l'accaduto a tutte le persone radunatesi per il ricevimento – decide così di fingere di essere lo sposo. In seguito Eun-jae scopre che Yeong-hun l'aveva lasciata perché non era abbastanza facoltosa, mentre la famiglia di Mu-yeol cade in bancarotta: i due allora si alleano per racimolare il più rapidamente possibile una grande quantità di denaro.